# Meta de Rômulo
Meta de Rômulo (em latim: Meta Romuli) era um monumento em forma de pirâmide ("meta") que ficava no rione do Borgo em Roma, perto da Basílica de São Pedro, motivo pelo qual ficou conhecido como Pirâmide Vaticana e Pirâmide do Borgo.

## História
A Meta de Rômulo era uma sepultura monumental que ficava perto do cruzamento da Via Cornélia com a Via Triunfal, em uma região fora da Muralha Serviana chamada Agro Vaticano onde havia vários cemitérios, como a famosa Necrópole Vaticana. Ficava ao lado de um outro grande mausoléu circular, conhecido como Terebinto de Nero, parcialmente demolido no século VII.
Ele sobreviveu às grandes alterações na região por causa da construção da Antiga Basílica de São Pedro e se tornou, no final do período medieval, um elemento importante da topografia urbana de Roma. 
Seu nome é resultado de uma crença popular que ligava a Meta de Rômulo à Pirâmide de Céstio, conhecida como Meta Remi: as duas pirâmides seriam as sepulturas de Rômulo e Remo, os míticos fundadores da cidade. Tradicionalmente se acreditava que o local do martírio de São Pedro ficava no ponto médio entre as duas pirâmides e, por causa disto, a Meta de Rômulo foi, por séculos, representada em diversas obras de arte sobre o martírio. Ela aparece, por exemplo, no "Tríptico Stefaneschi", de Giotto, na Porta do Filarete da Basílica de São Pedro, no afresco da "Visão da Cruz" nos "Apartamentos de Rafael" e nos afrescos da Basílica de São Francisco de Assis, de Cimabue.
No Renascimento, ela foi chamada de "Sepulcro dos Cipiões". Sua destruição começou em 1499, por ordem do papa Alexandre VI e com a colaboração de peregrinos, para abrir espaço para a igreja de Santa Maria in Traspontina e também para a nova Via Alessandrina (no Borgo Nuovo), que ligava a região do Vaticano com a ponte sobre o Tibre. Alguns restos do núcleo de concreto ainda sobreviveram por algumas décadas, mas hoje não resta mais nada.

## Estrutura
A forma de pirâmide para monumentos sepulcrais era comum na época de Augusto por influência cultural do recém-conquistado Egito. Dos muitos exemplos em Roma, alguns com 40 ou 50 metros de altura, o único sobrevivente foi a Pirâmide de Céstio. A Meta de Rômulo era provavelmente desta mesma época e, segundo testemunhos, era muito maior que a Céstia, com cerca de 40 metros de altura, e circundada por um pavimento de lajes de travertino reutilizados no século VII na Antiga Basílica de São Pedro. O monumento em si provavelmente foi construído em concreto e revestido em mármore (reutilizado ao longo dos séculos) sobre uma câmara sepulcral.